# Saint-Denœux
Saint-Denoeux  là một xã ở tỉnh Pas-de-Calais, vùng Hauts-de-France, Pháp.

## Địa lý
Saint-Denœux có cự ly 6 miles (9 km) về phía đông Montreuil-sur-Mer tại giao lộ của các tuyến đường D149 và D153.

## Dân số
| 1962                                                         | 1968 | 1975 | 1982 | 1990 | 1999 | 2006 |
| ------------------------------------------------------------ | ---- | ---- | ---- | ---- | ---- | ---- |
| 165                                                          | 192  | 186  | 157  | 149  | 116  | 123  |
| Số liệu điều tra dân số từ năm 1962, dân số chỉ tính một lần |      |      |      |      |      |      |

## Địa điểm nổi bật
- Nhà thờ St. Austreberthe, thế kỷ 16